# Biggest Loser Sverige, säsong 4 (2014)
Den fjärde säsongen av Biggest Loser Sverige (med undertiteln Tro,hopp och kärlek) sändes den 31 mars till 3 juni 2014 med 60 minuter långa avsnitt med reklam på måndagar och tisdagar. Både Kristin Kaspersen och Mårten Nylén återvände som programledare respektive tränare med nytt sällskap av Sabina Dufberg som ersattes Tanja Djelevic som tränare.

## Deltagare
| Deltagare                        | Originallag   | Singlar | Status                | Totalt Antal Röster |
| -------------------------------- | ------------- | ------- | --------------------- | ------------------- |
| Razmus Jonasson, 22, Alvesta     | Gröna laget   |         | Eliminerad Vecka 1    |                     |
| Theresa Gällstedt, 37, Gävle     | Gröna laget   |         | Eliminerad Vecka 2    |                     |
| David Flack, 25, Stockholm       | Turkosa laget |         | Eliminerad Vecka 2    |                     |
| Elin Westman, 21, Årsunda        | Turkosa laget |         | Eliminerad Vecka 3    |                     |
| Maria Trast, 25, Finland         | Turkosa laget |         | Lämnade Vecka 4       |                     |
| Jonas Lindén, 37, Ystad          | Gröna laget   |         | Eliminerad Vecka 5    |                     |
| Hannes Boström, 19, Kungälv      | Turkosa laget | Lila    | Eliminerad Vecka 6    |                     |
| Bartosz Komenda, 32, Västerås    | Turkosa laget | Ljusgrå | Eliminerad Vecka 7    |                     |
| Marie Ragnarsson, 29, Lilla Edet | Gröna laget   | Orange  | Eliminerad Vecka 8    |                     |
| Emma Keenan, 23, Stockholm       | Turkosa laget | Röd     | Eliminerad Vecka 8    |                     |
| Andréa Celik, 24, Göteborg       | Gröna laget   | Gul     | Eliminerad Vecka 9    |                     |
| Martin Falk, 27 , Karlstad       | Turkosa laget | Blå     | Tredje Plats Finalist |                     |
| Sarah Forsberg, 31, Stockholm    | Gröna laget   | Mörkgrå | Andra Plats Finalist  |                     |
| Hristos Adoniadis, 30, Stockholm | Gröna laget   | Cyan    | Biggest Loser         |                     |

## Sammanfattning
| Deltagare | Ålder | Längd | BMI före | BMI efter | Startvikt | Vecka | Vecka | Vecka | Vecka | Vecka | Vecka | Vecka | Vecka | Vecka | Final | Skillnad i vikt | Skillnad i procent |
| Deltagare | Ålder | Längd | BMI före | BMI efter | Startvikt | 1     | 2     | 3     | 4     | 5     | 6     | 7     | 8     | 9     | Final | Skillnad i vikt | Skillnad i procent |
| --------- | ----- | ----- | -------- | --------- | --------- | ----- | ----- | ----- | ----- | ----- | ----- | ----- | ----- | ----- | ----- | --------------- | ------------------ |
| Hristos   | 30    | 179   | 48.8     | 24.1      | 156,2     | 141,3 | 137,7 | 133,8 | 130,0 | 126,4 | 123,2 | 118,1 | 111,4 | 102,2 | 77,2  | 79,0            | 50,6%              |
| Sarah     | 31    | 180   | 48.1     | 25.5      | 155,7     | 142,1 | 138,9 | 133,6 | 130,5 | 128,0 | 123,7 | 121,5 | 116,1 | 105,3 | 82,6  | 73,1            | 46,9%              |
| Martin    | 27    | 183   | 49.8     | 33.7      | 166,9     | 155,4 | 153,9 | 149,8 | 146,0 | 140,8 | 138,4 | 135,1 | 130,2 | 122,1 | 110,7 | 56,2            | 33,7%              |
| Andrea    | 24    | 166   | 36.4     | 26.8      | 100,2     | 94,2  | 91,2  | 90,2  | 88,4  | 86,1  | 84,0  | 84,4  | 79,4  | 74,5  | 73,8  | 26,4            | 26,3%              |
| Emma      | 23    | 170   | 37.4     | 24.0      | 107,4     | 99,0  | 96,9  | 95,1  | 93,2  | 89,6  | 87,5  | 85,2  | 83,0  |       | 69,3  | 38,1            | 35,5               |
| Marie     | 29    | 165   | 46.1     | 31.0      | 125,5     | 116,4 | 113,6 | 111,0 | 109,1 | 106,5 | 104,6 | 101,3 | 97,9  |       | 84,5  | 41,0            | 32,7%              |
| Bartosz   | 32    | 184   | 49.9     | 31.8      | 168,8     | 150,1 | 146,2 | 142,9 | 140,3 | 134,1 | 131,3 | 129,3 |       |       | 107,8 | 61,0            | 36,1%              |
| Hannes    | 19    | 176   | 44.3     | 36.9      | 137,3     | 127,1 | 124,9 | 121,6 | 126,7 | 114,2 | 112,9 |       |       |       | 114,3 | 23,0            | 16,8%              |
| Jonas     | 37    | 187   | 52.5     | 40.5      | 183,7     | 172,9 | 167,4 | 163,0 | 158,4 | 156,9 |       |       |       |       | 141,7 | 42,0            | 22,9%              |
| Maria     | 25    | 165   | 46.4     | 35.2      | 118,8     | 110,0 | 109,1 | 107,4 | 106,7 |       |       |       |       |       | 95,9  | 22,9            | 19,3%              |
| Elin      | 21    | 175   | 51.4     | 42.5      | 158,4     | 150,8 | 149,2 | 146,5 |       |       |       |       |       |       | 130,2 | 28,2            | 17,8%              |
| David     | 25    | 185   | 42.3     | 35.5      | 144,7     | 134,1 | 132,9 |       |       |       |       |       |       |       | 121,5 | 23,2            | 16,0%              |
| Theresa   | 37    | 167   | 46.1     | 38.7      | 128,6     | 120,0 | 119,2 |       |       |       |       |       |       |       | 108,0 | 20,6            | 16,0%              |
| Razmus    | 22    | 190   | 47.3     | 36.0      | 170,7     | 161,6 |       |       |       |       |       |       |       |       | 129,9 | 40,8            | 23,9%              |

Lagfärger
     Sabina Dufbergs originallag som tränare.
     Mårten Nylens originallag som tränare.
Resultat
     Högst viktnedgång procentuellt den veckan.
     Högst viktnedgång procentuellt den veckan och med immunitet.
     Immunitet (Tävling eller Invägning)
     Resultat från hemmadeltagare.
BMI
     Undervikt (Mindre än 18.5 BMI)
     Normal (18.5 – 24.9 BMI)
     Övervikt (25 – 29.9 BMI)
     Fetma, klass I (30 – 34.9 BMI)
     Fetma, klass II (35 – 39.9 BMI)
     Fetma, klass III (Större än 40 BMI)
Vinnare
     Vinnare av Biggest Loser och 250 000kr (Finalisterna).
     Vinnare av hemmapriset på 100 000kr (Eliminerade deltagarna).